# Спирово (Самойловское сельское поселение)
Спирово — деревня в Самойловском сельском поселении Бокситогорского района Ленинградской области.

## История
Деревня Спирова упоминается на карте Новгородского наместничества 1792 года А. М. Вильбрехта.

СПИРОВО — деревня Спировского общества, прихода Осницкого погоста. Озеро Березорадинское.

Крестьянских дворов — 15. Строений — 42, в том числе жилых — 25. Жители занимаются рубкой, возкой и сплавом леса.

Число жителей по семейным спискам 1879 г.: 36 м. п., 53 ж. п.; по приходским сведениям 1879 г.: 36 м. п., 45 ж. п.

В конце XIX — начале XX века деревня административно относилась к Анисимовской волости 5-го земского участка 3-го стана Тихвинского уезда Новгородской губернии.

СПИРОВО — деревня Спировского общества, число дворов — 21, число домов — 29, число жителей: 52 м. п., 42 ж. п.; Занятия жителей: земледелие, лесные заработки. Озеро Спировское (Березорадицкое). Хлебозапасный магазин. (1910 год)

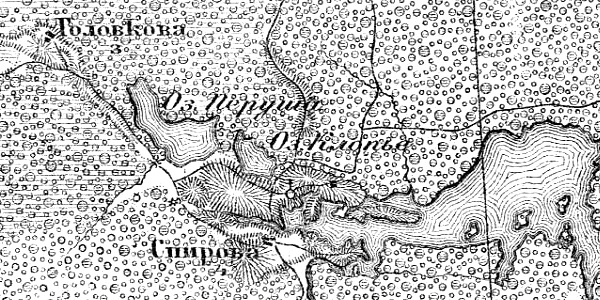
Деревня Спирово на карте 1912 года

Согласно военно-топографической карте Новгородской губернии издания 1912 года, деревня называлась Спирова и насчитывала 4 крестьянских двора.
По данным 1933 года деревня Спирово входила в состав Стругского сельсовета Хвойнинского района Ленинградской области.
По данным 1966 года деревня Спирово входила в состав Стругского сельсовета Бокситогорского района.
По данным 1973 и 1990 годов деревня Спирово входила в состав Анисимовского сельсовета.
В 1997 году в деревне Спирово Анисимовской волости проживал 1 человек, в 2002 году — постоянного населения не было.
В 2007 году в деревне Спирово Анисимовского СП также не было постоянного населения, в 2010 году проживал 1 человек.
В 2014 году Анисимовское сельское поселение вошло в состав Самойловского сельского поселения Бокситогорского района.

## География
Деревня расположена в юго-западной части района на автодороге Струги — Спирово.
Расстояние до деревни Анисимово — 22 км.
Расстояние до ближайшей железнодорожной станции Пикалёво — 54 км. 
Деревня находится на южном берегу Березорадинского озера, близ устья реки Невесель.